# West Bromwich
West Bromwich è una località di 136 940 abitanti che dal 1974 forma con Warley il comune di Sandwell. È a 10,3 km a nordest di Birmingham.

## Sport

### Calcio
Principale sodalizio calcistico cittadino è il West Bromwich Albion Football Club, vincitore di un campionato inglese di calcio, cinque Coppe d'Inghilterra, una Coppa di Lega e due FA Community Shield.